# Wandsbek
Wandsbek (IPA: [ˈvantsbeːk]) è un quartiere di Amburgo, appartenente al distretto omonimo. In questo quartiere vi fu la sede dell'azienda di macchine fotografiche Leonar-Werke Arndt & Löwengard.

## Storia
Nel 1937 la cosiddetta "legge sulla Grande Amburgo" decretò la cessione della città di Wandsbek dalla Prussia al Land di Amburgo.